# Niklas Hult
Niklas Hult (* 13. Februar 1990 in Värnamo) ist ein schwedischer Fußballspieler. Der Mittelfeldspieler, der 2012 für die schwedische Nationalmannschaft debütierte, gewann mit IF Elfsborg den schwedischen Meistertitel und den Landespokal.

## Werdegang
Hult begann mit dem Fußballspielen in seiner Heimatstadt beim örtlichen Klub IFK Värnamo. Dort rückte er später in die Wettkampfmannschaft auf. Anfang 2009 wechselte er zum IF Elfsborg, wo er zunächst in der Jugend spielte. Im Mai debütierte er als Einwechselspieler für Denni Avdić beim 1:1-Unentschieden gegen IF Brommapojkarna in der Allsvenskan, dies blieb bis zum Mai des Folgejahres sein einziger Ligaeinsatz. In der zweiten Saisonhälfte der folgenden Spielzeit verschaffte ihm Trainer Magnus Haglund vermehrt Einsatzzeit, im September erzielte er beim 2:2-Unentschieden gegen IF Brommapojkarna sein erstes Erstligator.
In der Spielzeit 2011 schaffte Hult unter Trainer Magnus Haglund endgültig den Durchbruch und bestritt 28 Saisonspiele. Hatte er bereits in den Vorjahren für verschiedene schwedische Juniorenauswahlmannschaften gespielt, debütierte er im Februar für die U-21-Auswahl. Mit guten Leistungen im Saisonverlauf hatte er sich zudem ins Notizbuch von Nationaltrainer Erik Hamrén gespielt und wurde Mitte Dezember neben etlichen Neulingen – darunter sein Mannschaftskamerad Oscar Hiljemark – für eine Januartour der A-Nationalmannschaft nach Katar berufen. Am 18. Januar 2012 debütierte er beim 2:0-Erfolg über Bahrain durch Tore von Tobias Hysén und Hiljemark im Auswahltrikot.
In der anschließenden Spielzeit gehörte Hult auch unter dem neuen Trainer Jörgen Lennartsson zu den Leistungsträgern, zum Gewinn der Meisterschaft trug er in 27 Saisonspielen mit drei Saisontoren bei. Kurz vor Saisonende verletzte er sich jedoch. Als er kurz vor Beginn der folgenden Spielzeit in der U-21-Mannschaft wieder Spielpraxis sammeln wollte, brach die Verletzung erneut auf und er fiel abermals mehrere Wochen aus. Nach seiner Rückkehr auf den Fußballplatz war er zunächst nur Einwechselspieler, eroberte sich aber im weiteren Saisonverlauf seinen Stammplatz zurück. Im Mai 2014 gewann er mit dem Klub seinen zweiten Titel, als im Endspiel um den Landespokal Helsingborgs IF besiegt wurde.
Kurz nach dem Pokaltriumph gab OGC Nizza Hults Wechsel in die französische Ligue 1 bekannt.
Zur Saison 2020/21 wechselte Hult ablösefrei zum deutschen Zweitligisten Hannover 96. Seit 2022 steht er wieder bei IF Elfsborg unter Vertrag.

## Erfolge
IF Elfsborg
- Schwedischer Meister: 2012

AEK Athen
- Griechischer Meister: 2018